# Уинифер Фернандес
Уинифер Мария Фернандес Перес (на испански: Winifer María Fernández Pérez) е волейболистка от Доминиканската република.
Играе в женския национален отбор по волейбол на Доминиканската република, в отбранителна позиция.

## Биография
Уинифер Фернандес е родена на 6 януари 1995 г. в град Сантяго де лос Кабайерос, Доминиканска република.